# العلاقات البوليفية الفيتنامية
العلاقات البوليفية الفيتنامية هي العلاقات الثنائية التي تجمع بين بوليفيا وفيتنام.

## مقارنة بين البلدين
هذه مقارنة عامة ومرجعية للدولتين:
| وجه المقارنة                                              | بوليفيا                                          | فيتنام           |
| --------------------------------------------------------- | ------------------------------------------------ | ---------------- |
| المساحة (كم2)                                             | 1.10 مليون                                       | 331.69 ألف       |
| عدد السكان (نسمة)                                         | 11.05 مليون                                      | 94.66 مليون      |
| الكثافة السكانية (ن./كم²)                                 | 10.05                                            | 285.39           |
| العاصمة                                                   | سوكري، لاباز                                     | هانوي            |
| اللغة الرسمية                                             | اللغة الإسبانية، اللغة الأيمرية، كتشوا، غوارانية | اللغة الفيتنامية |
| العملة                                                    | بوليفاريو بوليفي                                 | دونغ فيتنامي     |
| الناتج المحلي الإجمالي (بليون دولار)                      | 37.51 مليار                                      | 234.19 مليار     |
| الناتج المحلي الإجمالي (تعادل القوة الشرائية) بليون دولار | 74.58 مليار                                      | 553.42 مليار     |
| الناتج المحلي الإجمالي الاسمي للفرد دولار أمريكي          | 3.08 ألف                                         | 2.48 ألف         |
| الناتج المحلي الإجمالي للفرد دولار أمريكي                 | 6.63 ألف                                         | 5.63 ألف         |
| مؤشر التنمية البشرية                                      | 0.662                                            | 0.666            |
| رمز المكالمات الدولي                                      | +591                                             | +84              |
| رمز الإنترنت                                              | .bo                                              | .vn              |
| المنطقة الزمنية                                           | 00                                               | ت ع م+07:00      |

## منظمات دولية مشتركة
يشترك البلدان في عضوية مجموعة من المنظمات الدولية، منها:
| علم المنظمة | اسم المنظمة                        | تاريخ انضمام بوليفيا | تاريخ انضمام فيتنام |
| ----------- | ---------------------------------- | -------------------- | ------------------- |
|             | الاتحاد البريدي العالمي            | ?                    | ?                   |
|             | مؤسسة التنمية الدولية              | 21 يونيو 1961        | 24 سبتمبر 1960      |
|             | منظمة حظر الأسلحة الكيميائية       | ?                    | ?                   |
|             | منظمة التجارة العالمية             | 12 سبتمبر 1995       | 11 يناير 2007       |
|             | الأمم المتحدة                      | 14 نوفمبر 1945       | 20 سبتمبر 1977      |
|             | وكالة ضمان الاستثمار متعدد الأطراف | 3 أكتوبر 1991        | 5 أكتوبر 1994       |
|             | منظمة الشرطة الجنائية الدولية      | ?                    | ?                   |
|             | مؤسسة التمويل الدولية              | 20 يوليو 1956        | 4 أغسطس 1967        |
|             | الاتحاد الدولي للاتصالات           | 1 يونيو 1907         | 24 سبتمبر 1951      |
|             | البنك الدولي للإنشاء والتعمير      | 27 ديسمبر 1945       | 21 سبتمبر 1956      |
|             | يونسكو                             | 13 نوفمبر 1946       | 6 يوليو 1951        |

## وصلات خارجية
- موقع وزارة الخارجية البوليفية
- موقع وزارة الخارجية الفيتنامية